# 어영청

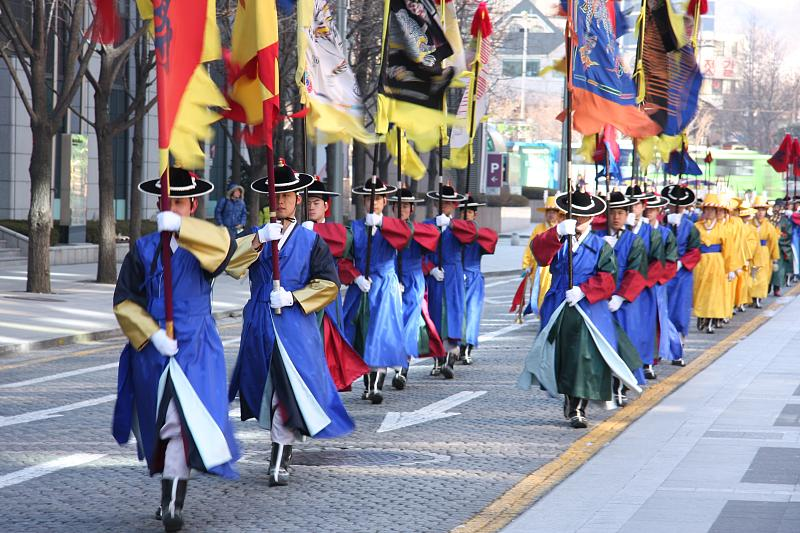
국왕 행차 재현 행사. 행차 앞에서 대열을 호위하는 가전별초는 어영청 소속이었다.

어영청(御營廳)은 조선 후기에 국왕의 숙위와 수도의 방어를 담당하던 오군영의 하나이다. 1623년(인조 1년) 당시 관계가 악화되던 후금과의 전쟁을 염두에 두고 국왕의 친위대로 신설되었고 이괄의 난으로 인조가 공주까지 몽진할 때 근위대로서 함께 이동하였다. 정묘호란 때에는 강화도로 몽진한 인조를 호위하였고 이후 궁궐의 경계와 국왕의 호위를 맡는 군영으로 자리잡았다. 효종은 정축하성의 굴욕을 갚겠다는 북벌론을 내세워 어영청의 인원을 2만 1천명까지 증원하였으나 이후 국가 재정 문제로 점차 감축하여 1704년(숙종 30년) 1만6천3백 명으로 축소하였다. 어영청의 병력은 군역을 지고 징병되는 정병으로 순번에 따라 근무하는 번상군(番上軍)이었고 대략 3년에 한 번 꼴로 근무가 돌아와 서울에 상주하는 인원은 7백 명 가량이었다. 1881년(고종 18년) 총융청, 금위영과 합쳐져 장어영(將禦營)이 되었다가, 1884년 총어영(總禦營)으로 이름을 바꾸었고 1894년에 폐지되었다. 고종 시기 오군영 혁파의 이유로 군기 문란과 근무 태만이 거론되면서 "어영청은 군대도 아니다"라는 뜻의 "어영비영"(御營非營)이란 말이 돌았고 이것이 오늘날 일을 흐지부지하게 처리한다는 "어영부영"의 어원이 되었다.

## 배경
인조 반정 이후 후금과의 관계가 급속히 악화되자 조선은 전쟁을 대비하고자 하였다. 주력 방어군은 평안도 병마절도사인 이괄 휘하의 병력 1만여 명이었으나 후금의 군대가 한성부로 진격해 오는 것을 차단하기 위해 개성에 국왕이 친정하여 방어선을 구축하는 전략이 논의되었다. 이에 따라 방어 담당자로 임명된 개성유수인 이귀가 포수 260 명을 모아 근위대로 삼고자 하였고 인조는 이귀를 여영사로 삼아 어영청을 신설하였다.
인조의 친정은 이루어지지 않았으나 모인 병력은 그대로 유지하여 두었는데 이괄의 난으로 인조가 공주까지 몽진하게 되자 어영청은 호위를 맡아 함께 이동하였다. 이귀는 공주에서 인근 군현의 포수를 추가로 모집하여 어영청의 병력을 6천 여 명으로 늘렸고 난이 진압 된 이후 대외 관계가 계속 악화되자 늘어난 병력을 유지하여 전쟁에 대비하고자 하였다. 이괄의 난이 끝난 후 이귀는 어영청의 병력을 1천 여명으로 유지하여 5백 명 씩 교대로 국왕의 호위를 맡게하였다. 당시 이미 국왕의 근위와 수도 방비를 위한 훈련도감이 있음에도 별도의 군대인 어영청을 만든 것은 인조 반정 이후 정치적인 필요에 의한 것이었다. 어영청 신설을 주도한 이귀는 반정을 계획할 당시부터 인조의 핵심 측근 가운데 하나였고 반정 이후 이귀 등의 소서와 김자겸 등의 노서는 병권의 장악을 놓고 극심한 갈등을 겪고 있었다. 이귀의 어영청은 이후 이어지는 이괄의 난과 정묘호란의 와중에서 지속적으로 세를 키워 정파색이 강한 근위대로서 성장하였다.
어영청은 설치 당시부터 후금과 이후 청나라를 대상으로 조직된 군대였기 때문에 애초에는 압록강의 물이 어는 합빙기(合氷期)인 매년 10월 15일부터 다음 해 2월 15일까지만 번상하는 군대였다. 그러나 효종이 북벌론을 주장하며 2만 1천 명으로 증원하였고 6개 번을 21개 집단으로 나누어 서울에 상시적으로 1천 명이 주둔하도록 하였다. 효종의 북벌론은 실현되지 않았고 이후 어영청 유지에 재정 소모가 심하자 숙종은 1704년 어영청 예하에 5부, 25사(司), 125초(哨)로 편제하여 모두 1만 6300명으로 정비하였다.

## 조직

### 병력
조선 후기 오군영의 병력은 징집되어 번을 서는 번상군과 상비군으로서 근무하는 장번군(長番軍)으로 나뉠 수 있는데, 훈련도감의 병력이 주로 장번군이었던 데 비해 어영청의 병력은 군역으로 징집되어 번을 서는 번상군(番上軍)이었다. 어영청의 번상군은 3년에 한 번 꼴로 입직하였으며 근무하는 기간 동안 한 달에 쌀 9 말을 급료로 받는 번상급료제로 운영되었다.
병력의 모집은 병조의 담당이었고 이들의 급료는 호조가 책임지었다. 어영청 운영을 위한 재정은 군역을 서지 않는 대신 군포 등을 내는 보인(保人)을 통해 수취하였다. 어영청이 겨울철 한시적 운영에서 상시 주둔군으로 성격이 바뀌게 되자 막대한 재정이 필요하게 되었다. 어영청은 국경 방비를 위한 평안도와 함경도의 군역 대상자를 제외한 전국에서 입직하도록 되어 있었고 1628년(인조 6년) 호조는 어영청의 향군에 대해 양인의 경우 보인 1인, 천인의 경우 복호 50부를 지급하였으나 이는 지방과 서울을 오가는 노잣돈만을 인정한 것일 뿐이어서 근무기간에 대해서는 별도의 급료를 지급하여야 하였다. 1629년(인조 8년) 호조가 어영청 상번군의 급료로 책정한 재정은 연간 쌀 3,240여 석이었다. 그러나 인조 당시에도 어영청에서는 제대로 급료를 지급할 수 없었고, 인원 감축이나 급료 지급 시기 조정 등에 대한 논의가 있었지만 개선이 이루어지지는 않았다. 이는 지속적은 문제점으로 지적되었고 숙종 대에는 어영청에 입역한 자들이 급료를 제대로 받지 못하면 도성 안에서 도적질을 하지 않을까 하는 우려가 커졌다.
효종은 북벌론을 내세워 어영청의 병력을 2만1천 명으로 늘리면서 재정 확보를 위해 양인 정군 1명 당 할당된 보인의 수를 3 명으로 늘렸다. 이로서 어영청의 연간 재정은 군포 2백 여 동과 쌀 1만3천 여 석으로 늘었다. 1704년(숙종 30년) 숙종은 재정 문제로 어영청의 인원을 1만6천3백 명으로 축소하였다. 어영청에 할당된 보인으로부터 걷어들이는 세액은 해 마다의 작황이나 재해 등으로 변동이 심하였기 때문에 실제 필요한 지출보다 보인의 수를 늘려 잡아 예산 규모를 키웠다. 이로 인해 등록된 세원이 지출보다 많은 불균형 재정을 운영하게 되었고 때때로 국왕의 사망 시 장례 비용과 같은 다른 항목으로 유용되었다.
어영청의 군역은 지방에서 차출되는 상번군인 향군으로 유지되었고 시간이 지날수록 양반 등의 병역 기피가 심해지면서 실제 군역을 지는 것을 천시하는 풍조가 만연하였다. 이러한 상황에서 급료의 지급마저 언제나 불안정한 상태였기 때문에 군의 사기가 떨어지는 것 역시 불가피하였다. 이는 결국 19세기에 이르러 "어영청은 군대도 아니다"라는 뜻의 "어영비영"(御營非營)이란 말까지 나오는 이유가 되었다.

### 편제
어영청은 의정부의 삼정승 중 한 명이 도제조(都提調)를 맡고 병조판서가 당연직으로 제조(提調)를 맡았다. 제조(提調)는 원래 별도의 당상관이 없는 중앙부서를 판서 등이 겸직하여 주관하게 하는 제도로 주로 기술직 업무를 통솔하기 위한 제도였다. 도제조가 삼정승이라는 것은 어영청이 병조의 관할이 아니라 의정부 직속의 독립된 중앙군임을 뜻한다. 어영청의 실질적 책임자는 어영대장으로 어영대장을 맡았던 유명 인물로는 이완이 있다. 조선군의 기본 편제는 초(哨)로 대략 120-125 명 가량의 부대이다. 초 밑으로는 대(隊)와 오(伍)가 조직되어 있었다. 초의 상위 부대로 5 개의 초가 모인 사(司), 5 개의 사가 모인 부(部)가 있고, 이를 총괄하는 단위를 군영(軍營)이라 하였다. 어영청은 근위대의 역할을 맡은 군영이다.
어영청 역시 훈련도감과 같이 척계광의 《기효신서》에 따른 삼수병 체계를 기본으로 하여 화기를 다루는 포수, 활을 쏘는 사수, 칼과 창 등의 근접무기를 다루는 살수로 이루어져 있었고 별도로 기마병을 두었다. 삼수병의 운영은 훈련도감과 유사하였으나 기마병의 운영에서만 차이를 보인다. 어영청의 편제는 아래와 같다.
- 기사별장: 어영청의 기사별장은 궁궐의 방비와 왕의 호위를 위한 기사대를 관리하였다.[15]
- 천총: 천총(千摠)은 예하 부대를 책임지는 지휘관이었다. 정3품으로 병사(兵使)나 수사(水使)를 거친 자를 주로 등용하였고 임기는 평균 1년 이었다.[16]
- 파총: 파총은 사(司)의 지휘관이다.[17]
- 초관 : 초관(哨官)은 각 초의 지휘관이다.[18]
- 종사관: 재정등의 실무를 담당하였던 관리이다.[19]
- 교련관(敎鍊官): 군병의 훈련을 담당하던 하급 무관이다.[20]
- 기패관(旗牌官): 군졸 중에서 시험으로 선발하여 임명한 하급 무관이다. 지휘관의 명령을 전달하고 평소 병졸의 훈련을 담당하였다.[21]
- 별무사(別武士): 군졸 중에 기예가 있는 사람을 선발하여 기마병을 관리하게 한 하급 무관이다.[22]
- 가전별초(駕前別抄): 왕이 행차할 때 주로 어가(御駕)의 앞에서 호위하던 군인이다.[23]
- 기사(騎士): 황해도에서 선발된 기병이다. 1750년 이후 폐지되었다.[24]
- 군관 / 별군관 / 권무군관: 모두 군역을 대신하여 재정을 부담하고 명예직으로 수여된 관직이다. 일반 병으로서 군역을 서는 것보다 군관의 명예를 내세울 수 있어 신청자가 많았다.[25][26][27]

## 청사
- 본영(本營) : 연화방(蓮花坊), 즉 종묘 정문 동쪽에 있었다. 505칸[間] 규모.
- 남소영(南小營) : 명철방(明哲坊)에 있었다.[28] 194칸 규모.
- 남창(南倉) : 남소영 북쪽에 있었던 어영청의 군수 창고이다. 137칸 규모.
- 화약고(火藥庫) : 남소영 안에 있었다. 52칸 규모.
- 동영(東營) : 창경궁의 선인문 아래에 74칸, 경희궁의 개양문 아래에 10칸 규모로 있었다.
- 북이영(北二營) : 경희궁 북쪽에 있었다. 68칸 규모.
- 집춘영(集春營) : 창경궁 집춘문 밖 남쪽에 있었다. 16칸 규모.
- 직방(直房) : 창덕궁 금호문 밖에 23칸, 경희궁 흥화문 밖에 10칸 규모로 있었다.

## 같이 보기
- 도성삼군문분계지도
- 오군영
- 등단